# Associazione Italiana Sclerosi Multipla
L'Associazione Italiana Sclerosi Multipla, abbreviata con l'acronimo AISM, è un'organizzazione di promozione sociale senza scopo di lucro, nata a tutela e rappresentanza delle persone affette da sclerosi multipla, una malattia degenerativa del sistema nervoso centrale, nonché per la promozione e il finanziamento della ricerca scientifica di contrasto a tale malattia.
Fondata nel 1968 a Genova, ha nel capoluogo ligure la sua sede operativa e nazionale, mentre invece la sua sede legale è a Roma.

## Compiti
L'AISM si occupa di vari compiti quali:
- promozione e finanziamento della ricerca scientifica;
- fornitura di servizi socio-sanitari alle persone colpite dalla malattia e alle famiglie;
- assistenza nel rappresentare i diritti delle persone colpite dalla malattia.

Una volta l'anno viene indetta la Settimana nazionale della SM durante la quale viene fatto il punto della situazione su come l'AISM sta operando.

## Campagne
L'AISM inoltre per raccogliere i fondi indice delle campagne a cui aderiscono vari personaggi famosi.

### La Gardensia di AISM
La Gardenia di AISM nasce nel 1997 con il nome Fiorincittà, poi modificato con l'attuale denominazione nel 2006; si tratta di una campagna che viene fatta in concomitanza con l'8 marzo, durante la giornata internazionale della donna.
Alla campagna promozionale aderiscono nel 2010 Valentina Vezzali, Antonella Ferrari, Noemi, Michela Andreozzi e Carolina Di Domenico, l'anno seguente si aggiunge anche Marianna Morandi: si tratta delle sei testimonial in carica. Lo spot è stato realizzato sulle note del brano Briciole di Noemi.
Dal 2017 la manifestazione ha cambiato nome diventando "La Gardensia di AISM" a seguito dell'introduzione della pianta di Ortensia al fianco della storica Gardenia.

### La Mela di AISM
La mela di AISM è una campagna promozionale che nasce nel 1994 e si svolge annualmente ad ottobre; oggi vede come testimonial Roberto Vecchioni, Noemi, Antonella Ferrari e Giampaolo Panero.

### La Settimana Nazionale dei Lasciti
La Settimana Nazionale dei Lasciti è una campagna che nasce nel 2005 al fine di sensibilizzare e informare la cittadinanza sul tema del lascito testamentario. La campagna è realizzata su tutto il territorio nazionale con il patrocinio e la collaborazione del Consiglio Nazionale del Notariato.

### Le Erbe Aromatiche di AISM
In occasione della Settimana Nazionale della Sclerosi Multipla a Maggio, l'associazione in alcune città presenzia con banchetti dove vengono donate erbe aromatiche, il ricavato di tale manifestazione viene devoluto alla FISM.

### Vuoi il mio numero? Prendi nota, dai il tuo 5x1000 a FISM
Vuoi il mio numero? è una campagna promozionale, che ha lo scopo la donazione del 5x1000 a FISM; e vede come testimonial la conduttrice televisiva Paola Perego e il calciatore Gianluca Zambrotta.

### Regali Solidali AISM
Ogni occasione è buona per sostenere i la ricerca sulla sclerosi multipla! All'interno della piattaforma Regali Solidali AISM tantissime proposte per un regalo o una bomboniera solidale, per festeggiare i tuoi momenti speciali e per dare il proprio contributo alla ricerca sulla sclerosi multipla.